# Octave Neef-Orban
Octave Neef-Orban, né à Tilff le 17 avril 1836 et mort le 24 septembre 1910, est un homme politique belge.

## Fonctions et mandats
- Conseiller communal de Liège
- Membre de la Chambre des représentants de Belgique : 1882-1894

## Sources
- Michel DUMOULIN, Présences belges dans le monde à l'aube du XXe siècle, Louvain-la-Neuve, Academia, 1989.
- Florence LORIAUX (ed.), De Belgen en Mexico. Negen bijdragen over de geschiedenis van de betrekkingen tussen België en Mexico, Leuven, Leuven University Press, 1993.
- Oscar COOMANS DE BRACHÈNE, État présent de la noblesse belge, Annuaire 1995, Brussel, 1995.
- Jean-Luc DE PAEPE en Christiane RAINDORF-GERARD, Le Parlement belge, 1831-1894. Données biographiques, Brussel, Académie royale des sciences, des lettres et des beaux-arts de Belgique, 1996.
- René BRION en Jean-Louis MOREAU, Inventaire des archives des groupes Compagnie du Congo pour le Commerce et l'Industrie, Compagnie du Katanga (alias Finoutremer), 1887-1984, Brussel, Archives générales du royaume, 2006.